# マンイーター (映画)
『マンイーター』（原題: Rogue）は、2007年11月8日にオーストラリアより公開された動物パニック映画。
日本では2012年4月14日にTOHOシネマズ日劇他より全国ロードショー。また、同年9月4日にポニーキャニオンよりアンレイテッド・バージョンのDVDとBlu-rayが同時発売されている。劇場公開版より7分長い本編、メイキング映像、撮影秘話やオリジナル予告編集など60分以上の豪華映像特典を収録されている。

## ストーリー
アメリカ人旅行ライターのピートは、オーストラリアの北部のノーザンテリトリーにあるカカドゥ国立公園を訪れ、地元の女性ガイドのケイトが操縦する小型船に旅行者たちと乗船し、クルーズを楽しんでいた。戻ろうとしたときに救命弾が見えたため、助けようと、船を上流にすすめる。そこで遭難したボートを発見するが、そのとき、水中から何かが船を突き上げた。辛くも沈没を逃れて川の中島にたどりつくが、ボートは故障し、無線も使えない。その島は満潮になれば沈んでしまうため、旅行者の一人ラッセルが岸まで泳いで渡ろうとするが、それを制止したエヴェレットを巨大なワニが一瞬で水中に連れ去っていった。

## 登場人物
ケイト・ライアン
演 - ラダ・ミッチェル
ツアーガイド。28歳。ツアーガイドだけあり動物の生態に詳しい。犬のケビンを助手にしている。辛辣な冗談を飛ばすこともあるが遭難者を真っ先に助けようとする優しい性格。家族は少なくとも父親が存命していることが明らか。なお、地元のツアーガイドであるが旅に出たことはない。
ピート
演 - マイケル・ヴァルタン
アメリカ人旅行ライター。住まいはシカゴ。本人曰く、普段はホテルやレストランのガイドを書いている。
ニール
演 - サム・ワーシントン
ケイトの知り合い。仕事中のケイトに突っかかるなどデリカシーがないがコリンを心配するなど友人思いの面もある。また、自分から火中の栗を拾う行為をするなど本質は果敢。しかし健闘むなしく、襲われて死亡してしまう。
コリン
演 - ダミアン・リチャードソン
ケイトの知り合い。
メアリー
演 - キャロライン・ブレイジャー
観光客。
エヴェレット
演 - ロバート・テイラー
メアリーの夫。最初の犠牲者となる。
エリザベス
演 - ヘザー・ミッチェル
観光客。娘に対する愛情は深いが、それゆえに他の人間には冷酷に接することもある。
アレン
演 - ジェフ・モレル
エリザベスの夫。
シェリー
演 - ミア・ワシコウスカ
エリザベスの娘。写真では舌を出す癖がある。
サイモン
演 - スティーヴン・カリー
観光客。写真に詳しい。
ラッセル
演 - ジョン・ジャラット
観光客。妻を亡くしたばかりの男性。
グウェン
演 - セリア・アイルランド
観光客。愛煙家。

## キャスト
| 役名                             | 俳優                       | 日本語吹替     |
| -------------------------------- | -------------------------- | -------------- |
| ケイト・ライアン（ツアーガイド） | ラダ・ミッチェル           | 小林沙苗       |
| ピート（アメリカ人旅行ライター） | マイケル・ヴァルタン       | 高橋広樹       |
| ニール（ケイトの知り合い）       | サム・ワーシントン         | 浪川大輔       |
| コリン（ケイトの知り合い）       | ダミアン・リチャードソン   |                |
| マーヴ                           | バリー・オットー           | 町田政則       |
| メアリー（観光客）               | キャロライン・ブレイジャー | 片貝薫         |
| エヴェレット（メアリーの夫）     | ロバート・テイラー         |                |
| エリザベス（観光客）             | ヘザー・ミッチェル         |                |
| アレン（エリザベスの夫）         | ジェフ・モレル             |                |
| シェリー（エリザベスの娘）       | ミア・ワシコウスカ         | あんどうさくら |
| サイモン（観光客）               | スティーヴン・カリー       | 佐藤せつじ     |
| ラッセル（観光客）               | ジョン・ジャラット         |                |
| グウェン（観光客）               | セリア・アイルランド       |                |

- その他の日本語吹き替え：水野ゆふ、塾一久、高橋里枝、山内健嗣、池田ヒトシ、江藤博樹、後藤ヒロキ

## スタッフ
- 監督・脚本：グレッグ・マクリーン
- 製作総指揮：ボブ・ワインスタイン、ハーヴェイ・ワインスタイン、ロバート・カービー、ジョエル・パールマン
- 製作：グレッグ・マクリーン、マット・ハーン、デヴィッド・ライトフット
- 撮影監督：ウィル・ギブソン
- 編集：ロバート・ウェッブ
- 視覚効果：フューエル社
- 視覚効果製作総指揮：ジェイソン・バス
- プロダクションデザイン：ロバート・ウェッブ
- 衣装デザイン：ニコラ・ダン
- 視覚効果スーパーバイザー：アンドリュー・ヘレン、デイヴ・モーリー
- アニマトロニクス・スーパーバイザー：ジョン・コックス